# Zhang Jun (ambassadeur)
Pour les articles homonymes, voir Zhang Jun.
Zhang Jun (en chinois : 张军), né le 15 août 1960, est un diplomate chinois qui est le représentant permanent de la Chine aux Nations unies depuis le 30 juillet 2019. De 2007 à 2012, il a été Ambassadeur de Chine aux Pays-Bas|ambassadeur extraordinaire et plénipotentiaire de la République populaire de Chine auprès du Royaume des Pays-Bas et représentant permanent auprès de l'Organisation pour l'interdiction des armes chimiques. En mars 2020, août 2022 et novembre 2023, il est président du Conseil de sécurité des Nations unies.

## Biographie
Zhang a obtenu un baccalauréat universitaire en droit de l'université de Jilin, en Chine, et une maîtrise de droit en droit international de l'université de Hull, au Royaume-Uni,.